# Визенштейг (княжество)
Визенштейг (нем. Wiesensteig) — небольшое княжество в юго-западной части Священной Римской империи. 
Первоначально город Визенштейг входил в состав владений графов Гелфенштейн (известны с 1112 г.). В 1315 графство Гелфенштейн было разделено на два государства: Гелфенштейн-Визенштейг и Гелфенштейн-Блаубойрен. В 1512 г. Блаубойрен был вновь воссоединен с Визенштейгом, однако в 1548 г. сыновья Максимилиана, графа Гелфенштейн-Визенштейгского, разделили отцовское наследство на несколько небольших владений. В 1627 г., после прекращения династии Гелфенштейн, Визенштейг был присоединен к ландграфству Фюрстенберг, однако в 1662 г. уступлен Баварии. Владение Визенштейгом позволяло баварским курфюрстам оказывать влияние на политику Швабского округа империи. Бавария также представляли Визенштейг на заседаниях рейхстага империи. В 1806 г. Визенштейг перешел во владение королевства Вюртемберг, а после его ликвидации в 1918 г. был включен в состав земли Баден-Вюртемберг.
Герб графов Гелфенштейн-Визенштейгских, представляющий собой слона, выходящего из горы, известен с конца XV века.

## Внешние ссылки
Карта Баден-Вюртемберга в 1789 г. с указанием владения Визенштейг